# Giustina Demetz
Giustina Demetz (* 27. April 1941 in St. Christina in Gröden, Südtirol) ist eine ehemalige italienische Skirennläuferin. Sie war besonders in den Disziplinen Abfahrt und Riesenslalom erfolgreich.

## Biografie
In der zweiten Hälfte der 1960er Jahre war Demetz die mit Abstand erfolgreichste Skirennläuferin Italiens. Von 1965 bis 1969 gewann sie zehn italienische Meistertitel in vier verschiedenen Disziplinen, so viele wie keine andere Athletin in dieser Zeit. International in Erscheinung trat sie erstmals bei den Olympischen Winterspielen 1964 in Innsbruck, zwei Jahre später wurde sie bei den im Sommer ausgetragenen Weltmeisterschaften 1966 im chilenischen Portillo Fünfte in der Kombination und Sechste im Riesenslalom.
Ab 1967 nahm Demetz auch im neu geschaffenen Weltcup teil. Sie gewann am 3. März dieses Jahres die Abfahrt in Sestriere, musste aber den Sieg mit der zeitgleichen Französin Marielle Goitschel teilen. Am Ende der Saison stand sie als drittbeste Abfahrtsläuferin der Welt fest. Die Ergebnisse der ersten Weltcupsaison konnte Demetz nicht bestätigen und sie fiel ins Mittelfeld. Nach der verpassten Qualifikation für die Weltmeisterschaften 1970 trat sie vom Spitzensport zurück.

## Erfolge

### Olympische Spiele
- Innsbruck 1964: 11. Abfahrt, 14. Riesenslalom
- Grenoble 1968: 13. Abfahrt, 14. Riesenslalom

### Weltmeisterschaften
- Portillo 1966: 5. Kombination, 6. Riesenslalom

### Weltcup
- Saison 1967: 9. Gesamtwertung, 3. Abfahrtswertung
- Saison 1968/69: 9. Abfahrtswertung
- 14 Platzierungen unter den besten zehn, davon 1 Sieg:

| Datum        | Ort       | Land    | Disziplin |
| ------------ | --------- | ------- | --------- |
| 3. März 1967 | Sestriere | Italien | Abfahrt   |

### Weitere Erfolge
10 italienische Meistertitel:
- Abfahrt: 1965, 1968, 1969
- Riesenslalom: 1965, 1966, 1967, 1968
- Slalom: 1967, 1968
- Kombination: 1968